# سليم كريم
سليم كريم (مواليد 1965 في كراتشي) هو مؤسس فريق الكريكيت الباكستاني للمعاقين، ولاعب كريكيت ورجل أعمال. ولد كريم مصابًا بـشلل الأطفال في ساقه اليمنى وتعرض لاحقًا لحادث أثناء ركوب دراجة، تأثرت فيه ساقه اليسرى.
على الرغم من كل هذا، لم يتأثر اهتمامه بلعب الكريكيت. بدأ لعب الكريكيت كهواية ولكن، مع تقدمه في السن، أدرك أن هناك حاجة لتشكيل فريق كريكيت مخصص لـلأشخاص ذوي الإعاقة، مما يمنحهم فرصة للعب مع أشخاص لديهم قدرات مماثلة. بدلاً من الاعتماد على حكومة باكستان لدعم هذه القضية، شق كريم طريقه وأسس فريق كريكيت لأشخاص ذوي الإعاقة في عام 2006. فاز الفريق منذ ذلك الحين بالعديد من الأوسمة وحصل على تقدير في البلاد. يمول كريم الفريق بنفسه. تمكن كريم أيضًا من تنظيم بطولتين وطنيتين، مما أثار اهتمامًا على مستوى البلاد.
قام الفريق أيضًا بأول جولة دولية له في ماليزيا وسنغافورة.

## روابط خارجية
- فريق الكريكيت الباكستاني للمعاقين يشرع في أول جولة
- الصفحة الرئيسية
- الموقع الرسمي لجمعية الكريكيت الباكستانية للمعاقين (PDCA)